# Флорал-Сіті (Флорида)
Флорал-Сіті (англ. Floral City) — переписна місцевість (CDP) в США, в окрузі Цитрус штату Флорида. Населення — 5261 особа (2020).

## Географія
Флорал-Сіті розташований за координатами 28°42′24″ пн. ш. 82°18′24″ зх. д. / 28.70667° пн. ш. 82.30667° зх. д. (28.706680, -82.306726).  За даними Бюро перепису населення США в 2010 році переписна місцевість мала площу 64,55 км², з яких 60,44 км² — суходіл та 4,11 км² — водойми.

## Демографія
Згідно з переписом 2010 року, у переписній місцевості мешкало 5217 осіб у 2337 домогосподарствах у складі 1511 родини. Густота населення становила 81 особа/км².  Було 2912 помешкання (45/км²).
Расовий склад населення:
| - 96,2 % — білих - 1,3 % — чорних або афроамериканців - 0,5 % — корінних американців - 0,3 % — азіатів |

До двох чи більше рас належало 1,2 %. Частка іспаномовних становила 3,2 % від усіх жителів.
За віковим діапазоном населення розподілялося таким чином: 15,9 % — особи молодші 18 років, 53,9 % — особи у віці 18—64 років, 30,2 % — особи у віці 65 років та старші. Медіана віку мешканця становила 53,3 року. На 100 осіб жіночої статі у переписній місцевості припадало 96,6 чоловіків;  на 100 жінок у віці від 18 років та старших — 95,4 чоловіків також старших 18 років.
Середній дохід на одне домашнє господарство  становив 47 869 доларів США (медіана — 32 326), а середній дохід на одну сім'ю — 60 157 доларів (медіана — 44 094). Медіана доходів становила 45 918 доларів для чоловіків та 32 429 доларів для жінок. За межею бідності перебувало 13,6 % осіб, у тому числі 14,3 % дітей у віці до 18 років та 7,4 % осіб у віці 65 років та старших.
Цивільне працевлаштоване населення становило 1435 осіб. Основні галузі зайнятості: науковці, спеціалісти, менеджери — 18,3 %, освіта, охорона здоров'я та соціальна допомога — 16,7 %, транспорт — 13,7 %, будівництво — 11,8 %.